# Manfred Groten
Manfred Groten (* 9. November 1949 in Hemmerden) ist ein deutscher Historiker.
Nach seinem Abitur am Theodor-Schwann-Gymnasium in Neuss studierte Manfred Groten von 1970 bis 1977 Geschichte, Anglistik, Archäologie, Kunstgeschichte und Mittellatein an der Universität zu Köln. Im Jahre 1977 wurde er mit einer von Odilo Engels angeregten Arbeit zur Geschichte der Prioren und Domkapitel von Köln im Hohen Mittelalter promoviert. Von 1977 bis 1979 besuchte er die Archivschule Marburg und arbeitete von 1979 bis 1998 als Archivar am Historischen Archiv der Stadt Köln. Mit einer Arbeit über Köln im 13. Jahrhundert. Gesellschaftlicher Wandel und Verfassungsentwicklung habilitierte sich Groten 1991 für die Fächer Mittelalterliche Geschichte und historische Hilfswissenschaften und lehrte seitdem an der Universität zu Köln. Dort wurde er 1998 Professor (C3) für Mittelalterliche Geschichte unter besonderer Berücksichtigung der Hilfswissenschaften. Im Jahr 1999 folgte Groten einem Ruf an die Universität Bonn. Von 1999 bis 2015 lehrte er dort als Professor für Mittelalterliche und Neuere Geschichte/Rheinische Landesgeschichte. Er leitete seitdem das Institut für geschichtliche Landeskunde der Rheinlande und seit 2005 dessen Nachfolgeinstitution, die Abteilung für Rheinische Landesgeschichte des Instituts für Geschichtswissenschaft der Universität Bonn. Groten ist seit 1994 Mitherausgeber des Jahrbuchs und der Veröffentlichungen des Kölnischen Geschichtsvereins und seit 1999 Mitherausgeber der Rheinischen Vierteljahrsblätter und des Rheinischen Archivs. Seit 2000 ist Groten korrespondierendes Mitglied der Historischen Kommission für Westfalen. Groten war von 2003 bis 2015 Vorsitzender der Gesellschaft für Rheinische Geschichtskunde.
Seine Forschungsschwerpunkte sind die europäische Geschichte vom 11. bis zum 13. Jahrhundert, vor allem die Verfassungs-, Kirchen-, Geistes- und Kulturgeschichte, die Rheinische Landesgeschichte des 11. bis 17. Jahrhundert, die Erforschung von Personengruppen, die Stadtgeschichte und die Sphragistik (Siegelkunde). 

## Schriften (Auswahl)
- Die deutsche Stadt im Mittelalter (= Reclams Universal-Bibliothek. Bd. 19066). Reclam, Stuttgart 2013, ISBN 978-3-15-019066-1.
- Köln im 13. Jahrhundert. Gesellschaftlicher Wandel und Verfassungsentwicklung (= Städteforschung. Reihe A: Darstellungen. Bd. 36). Böhlau, Köln u. a. 1995, ISBN 3-412-11294-1 (2., durchgesehene Auflage, Sonderausgabe. ebenda 1998, ISBN 3-412-07998-7; zugleich: Köln, Universität, Habilitations-Schrift, 1990/1991).
- Priorenkolleg und Domkapitel von Köln im Hohen Mittelalter. Zur Geschichte des kölnischen Erzstifts und Herzogtums (= Rheinisches Archiv. Bd. 109). Röhrscheid, Bonn 1980, ISBN 3-7928-0422-0 (Zugleich: Köln, Universität, Dissertation, 1977).